# ب‌ام‌و سری ۳ (ای۹۰)

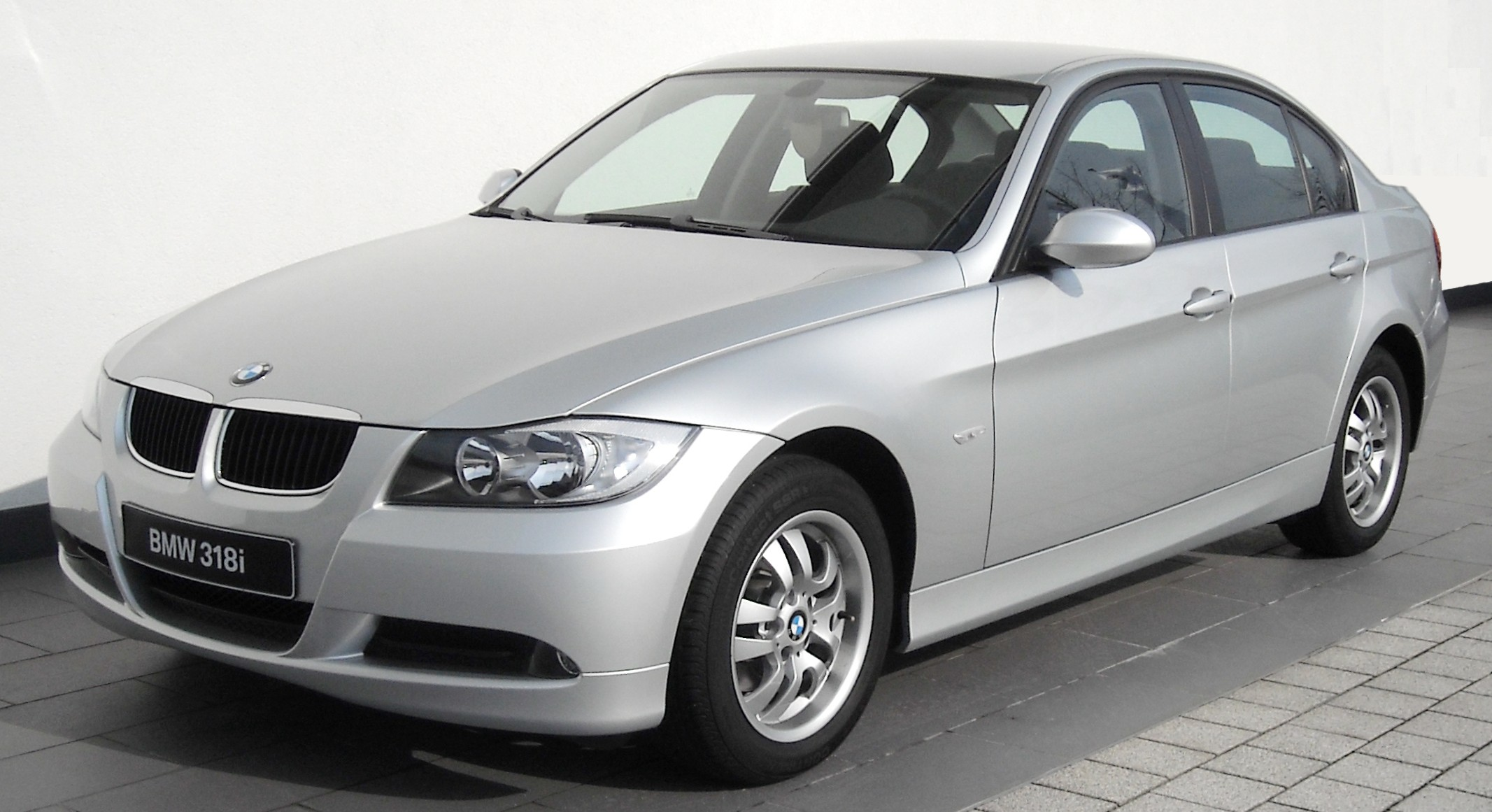

ب‌ام‌و سری ۳ (ای۹۰) (BMW ۳ Series (E۹۰)) یک سری خودرو است که از سال ۲۰۰۵ تا ۲۰۱۲ در لایپزیگ، آلمان، مونیخ، مکزیک، جاکارتا، اندونزی، رگنسبورگ، پرتوریا، آفریقای جنوبی، مصر، کالینینگراد، روسیه، شن‌یانگ، جمهوری خلق چین، چنای، هند، سلانگورو مالزی تولید شده‌است. طراحی آن موتور جلو،انتقال نیرو به صورت چرخ محرک عقب و چهار چرخ محرک بوده است. سیستم جعبه‌دندهٔ آن ۶ دنده به دو صورت خودکار و دستی است.